# Benteler
La Benteler International AG (BENTELER) è una società tedesca con sede austriaca a Salisburgo dal 2010. Produce materiale siderurgico per l'industria automobilistica e servizi ingegneristici. La proprietà della holding è della famiglia Benteler.
Il gruppo è suddiviso in tre divisioni Benteler Automotive, Benteler Steel/Tube e Benteler Distribution. In Germania ha sede a Paderborn, la Benteler Business Services GmbH (fino al 2016 Benteler Deutschland GmbH). Il gruppo occupa 30.000 persone nel mondo in 141 sedi in 38 nazioni, 9.000 nella sola Germania (al 2018).

## Storia

### Fondazione, primo tubo e sviluppo della produzione
Carl Benteler apre nel 1876 un commercio di casalinghi a Bielefeld, dal 1908 con il figlio Eduard Benteler. Questi nel 1916 comprano una azienda di meccanica, che nel 1918 produce il loro primo tubo d'acciaio. Nel 1922 Eduard Benteler fonda la Benteler-Werke Aktiengesellschaft, con la produzione dal 1923 a Paderborn e Schloß Neuhaus. Nel 1935 arriva la prima grossa commessa per l'auto: Benteler produce i tubi per il gas di scarico della Ford Eifel. Durante la seconda guerra mondiale avviene l'appoggio alla militarizzazione con la produzione del cannone antiaereo 2-cm-Flak 38 e del 2-cm-Flak-Vierling 38, fino al 1944 anno di un bombardamento sulla fabbrica.
Dopo la guerra i figli Benteler Erich e Helmut continuarono l'attività come fornitori per l'industria automobilistica. Nel sito del Militärflughafens Paderborn-Mönkeloh Benteler con il costruttore di auto Hermann Holbein dal 1950 al 1952 costruì circa 2000 esemplari di auto „Champion“. Per un breve periodo anche la marca Delta venne prodotta.
Il logo Bentler a forma triangolare è stato creato nel 1949. Simboleggia i tre figli di Eduard Bentelers, Ilse, Erich e Helmut.

### Consolidamento e sviluppo dei settori

#### Steel/Tube
Nel 1955 viene creata la prima linea di produzione di acciaio, e nel 1958 la prima linea al mondo a colata continua.

#### Automotive
Nel 1977 viene creata a Paderborn-Talle la prima linea di produzione di assali per automobili. Nel 1985 viene creata la prima linea a transfer per la produzione di assali posteriori.
Nel 1979 apre la prima società negli USA. Dal 1991 specializzata nel just in time.

#### Distribuzione
Nel 1957 nasce a Berlino il primo magazzino di acciai e tubi, oggi divisione Benteler Distribution.

## Prodotti

### Settori

#### Automotive
- Chassis & Moduls: telai e assali
- Structures: strutture in acciaio e alluminio
- Engine & Exhaust Systems: parti motore e sistemi di scarico
- Electro-Mobility
- Mechanical Engineering
- Lightweight Protection

#### Acciaio/Tubi
- Energy: per impianti di estrazione gas metano[8] e industria chimica
- Automotive
- Industry

#### Distribution
Benteler Distribution commercializza i tubi in tutto il mondo, con oltre 1.500 persone impiegate in 50 sedi e 30 nazioni.

#### Glass Processing Equipment
La società produce impianti per la produzione di vetro.